# Simon Laks
Szymon Laks (Varsòvia (Polònia), 1 de novembre, 1901 - París (França), 11 de desembre, 1983) fou un compositor, director d'orquestra, pianista, escriptor i traductor d'origen jueu.

## Biografia
Szymon Laks va néixer en el si d'una família de jueus polonesos assimilats. Va estudiar matemàtiques durant dos anys a la Universitat de Vílnius i Varsòvia. El 1921 va ingressar al Conservatori de Varsòvia, on va estudiar harmonia, contrapunt i composició. Entre els anys 1927 i 1929 va continuar els seus estudis musicals al Conservatoire National de París amb Paul Vidal (composició) i Henri Rabaud (direcció d'orquestra). Va ser membre de l'Associació de Joves Músics Polonesos de París i va participar en les seves activitats. En les seves composicions, Szymon Laks va combinar diversos gèneres musicals, buscant una nova qualitat a la intersecció de la música popular i la clàssica. Les seves obres, especialment les cançons, estan inspirades en el blues, el jazz i el folklore polonès i jueu. A la primera meitat de la dècada de 1930, col·laborà amb Alexander Ford, per a qui va escriure música per a les pel·lícules Sabra (1933) i Awakening (1934).
El 1941, Szymon Laks va ser arrestat i internat en un campament prop d'Orleans. Deportat el juliol de 1942 al camp de concentració alemany Auschwitz-Birkenau (camp número 49543), hi va viure més de dos anys. Va ser copista i director de banda de l'orquestra masculina del camp. L'octubre de 1944 va ser transportat al camp de Dachau, on va ser alliberat per l'exèrcit nord-americà. Va tornar a París el maig de 1945. Va descriure les seves experiències al camp, especialment el seu treball a l'orquestra del camp, al llibre Musiques d'un autre monde (París 1947), i després a Gry oświęcimskie (Londres 1979, Museu Estatal d'Auschwitz-Birkenau). 1998). A la postguerra va continuar la seva tasca musical. A la dècada de 1970 es va dedicar a escriure i traduir. Els seus llibres, plens de polèmiques, anàlisis i comentaris intel·lectualment vius, Epizody, epigramy, epistoły (1976), Polonics, polemics, politics (1977), Words and anti-words (1978), Oświęcim games (1979), Szargam holiness (1980), Dziennik escrit a plena llum del dia (1981), Costos aranzels reduïts més (1982), La meva guerra per la pau (1983) i Cultura amb i sense cometes (1984) van ser publicats per l'"Oficyna Poetów & Malarzy" de Londres.

## Música de cinema
- Sabra (1933)
- El despertar (1934)